# Versus X
Versus X ist eine deutsche Progressive-Rock-Band, welche sich 1991 formierte.

## Geschichte
Versus X entwickelte sich 1991 aus der Band Vague Venture heraus, um die musikalischen Ideen von Arne Schäfer (Gitarre, Gesang) und Stefan Maywald (Schlagzeug) besser umsetzen zu können. Die ersten Stücke entstanden mit Lukas Ernst am Keyboard, bis er aus beruflichen Gründen ausscheiden musste und sein Part seither von Ekkehard Nahm (Keyboard, Basspedal) übernommen wird.
Arne Schäfer und Ekkehard Nahm bilden seither die musikalische Basis der Band, welche sich stark an den Klassikern des Progressive Rock orientiert (frühe Genesis, Yes, Gentle Giant, ELP oder King Crimson) und sich durch eher lange, keyboard-lastige Stücke mit ausgedehnten durchkomponierten Instrumentalpassagen auszeichnet.
Versus X verwenden häufig außergewöhnliche Harmonien und ungerade Rhythmen, aber auch eingängige Melodien und verweben diese Elemente zu komplexen Songstrukturen mit abstrakt assoziativen Texten und hoher emotionaler Qualität.
Das erste Album Versus X war noch im Trio Schäfer/Nahm/Maywald eingespielt und wie alle anderen Versus X CDs von Andreas Tofahrn aufgenommen worden. Später kam Stefan Dilley am Bass dazu. Nach dem Album Disturbance verließen Maywald und Dilley die Band aus beruflichen Gründen und wurden durch Thomas Keller (Bass) und Uwe Völlmar (Schlagzeug) ersetzt.
In dieser Besetzung entstand das Album The Turbulent Zone, dessen Veröffentlichung mehrere internationale Festivalauftritte von Versus X folgten, u. a. in Frankreich, Spanien, Holland, Deutschland und Belgien.
Versus X spielten u. a. bisher fünf Mal im Musik Club „Spirit of 66“ in Belgien, wo 2001 auch das Live-Album Live at the Spirit aufgenommen wurde.
Nach dem Album Primordial Ocean verließ Schlagzeuger Uwe Völlmar die Band aus beruflichen Gründen und wurde durch den „Schlagwerker“ Thomas Reiner ersetzt.

## Diskografie
- 1994: Versus X
- 1996: Disturbance
- 1998: Club Voltaire Live
- 2000: The Turbulent Zone
- 2002: Live at the Spirit
- 2007: Primordial Ocean
- 2010: Live at Maximal (DVD)
- 2010: Versus X (remastered)